# 1 (álbum de The Beatles)
1 (também conhecido como The Beatles 1 ou The Beatles One) é uma coletânea de The Beatles, lançada em 13 de Novembro de 2000, dos 27 singles que alcançaram a primeira posição das listas oficiais do Reino Unido e/ou Estados Unidos, junto a 27 videoclipes de todas as músicas no DVD.

## Recepção
| Críticas profissionais | Críticas profissionais |
| Avaliações da crítica  | Avaliações da crítica  |
| Fonte                  | Avaliação              |
| ---------------------- | ---------------------- |
| Allmusic               | [ 1 ]                  |
| Rolling Stone          | [ 2 ]                  |

Comercialmente, o álbum excedeu todas as expectativas. Estreou no topo da maioria das listas de vendas do mundo (incluindo os Estados Unidos e Inglaterra). Graças a 1, os Beatles colheram uma série de novos recordes: o álbum mais vendido da década, o artista que mais vendeu em 2001 e o álbum mais rapidamente vendido da história, com mais 10 milhões de cópias no primeiro mês. Estas são verdadeiras conquistas considerando-se que o grupo se separou três décadas atrás.
Os críticos musicais e os seguidores da banda britânica reagiram positivamente. Alguns lamentaram a falta do clássico single Strawberry Fields Forever, considerado um dos picos criativos do grupo. O mesmo com o segundo single dos Beatles, Please Please Me, que é popularmente reconhecida como "seu primeiro número um", mas, na verdade, só chegou ao topo em três listas britânicas de sucesso, mas nunca na lista de Record Retailer, que é considerada "oficial". De qualquer maneira, ele continua a ser visto como uma excelente retrospectiva da carreira do grupo, incluindo todos os números um de cada grupo (exceto a pouco reconhecida For You Blue, composta por George Harrison, e que foi o último número 1 da banda em 1970 nos Estados Unidos, ao lado do duplo lado A com The Long and Winding Road, canção que está em 1)

## Faixas
Todas as canções foram feitas por (Lennon-McCartney), exceto quando indicado.
Todas as canções são em estéreo, exceto 1-3 que estão em mono.

### CD
1. "Love Me Do"
2. "From Me to You"
3. "She Loves You"
4. "I Want to Hold Your Hand"
5. "Can't Buy Me Love"
6. "A Hard Day's Night"
7. "I Feel Fine"
8. "Eight Days a Week"
9. "Ticket To Ride"
10. "Help!"
11. "Yesterday"
12. "Day Tripper"
13. "We Can Work It Out"
14. "Paperback Writer"
15. "Yellow Submarine"
16. "Eleanor Rigby"
17. "Penny Lane"
18. "All You Need Is Love"
19. "Hello, Goodbye"
20. "Lady Madonna"
21. "Hey Jude"
22. "Get Back"
23. "The Ballad of John and Yoko"
24. "Something" (Harrison)
25. "Come Together"
26. "Let It Be"
27. "The Long and Winding Road"

### Vinil

#### Lado 1
1. "Love Me Do"
2. "From Me to You"
3. "She Loves You"
4. "I Want to Hold Your Hand"
5. "Can't Buy Me Love"
6. "A Hard Day's Night"
7. "I Feel Fine"
8. "Eight Days a Week"

Duração: 18 Minutos'

#### Lado 2
1. "Ticket to Ride"
2. "Help!"
3. "Yesterday"
4. "Day Tripper"
5. "We Can Work It Out"
6. "Paperback Writer"
7. "Yellow Submarine"
8. "Eleanor Rigby"

Duração: 19 Minutos'

#### Lado 3
1. "Penny Lane"
2. "All You Need Is Love"
3. "Hello, Goodbye"
4. "Lady Madonna"
5. "Hey Jude"

Duração: 19 Minutos'

#### Lado 4
1. "Get Back"
2. "The Ballad of John and Yoko"
3. "Something"
4. "Come Together"
5. "Let It Be"
6. "The Long and Winding Road"

Duração: 21 Minutos

## Performance nas paradas
| Parada (2000)  | Certificação | Vendas     |
| -------------- | ------------ | ---------- |
| Austrália      | 9× Platina   | 630.000    |
| Áustria        | 3× Platina   | 120.000    |
| Brasil         | Platina      | 125.000    |
| Canadá         | Diamante     | 1.060.000  |
| Estados Unidos | Diamante     | 12.072.000 |
| Europa         | 9× Platina   | 9.000.000  |
| Finlândia      | 2× Platina   | 72.698     |
| Alemanha       | 5× Platina   | 1.000.000  |
| Japão          | 8× Platina   | 1.950.000  |
| Coreia         | 20× Platina  | 603.818    |
| Países Baixos  | 2× Platina   | 160.000    |
| Nova Zelândia  | 12× Platina  | 180.000    |
| Noruega        | 3× Platina   | 120,000    |
| Suécia         | 2× Platina   | 120.000    |
| Suíça          | 3× Platina   | 120.000    |
| Reino Unido    | 8× Platina   | 2.400.000  |

| Ano  | Parada                | Posição |
| ---- | --------------------- | ------- |
| 2001 | The Billboard 200     | 1       |
| 2000 | Parada de álbuns ARIA | 1       |
| 2001 | Parada de álbuns ARIA | 14      |